# Вулиця Дерев'янка (Харків)
Вулиця Дерев'я́нка — вулиця у Шевченківському районі Харкова. Починається на перехресті проспекту Науки і вулиці Ахсарова. Далі прямує на південний схід до перетину Сумської вулиці і Харківського шосе. Вулиця з двостороннім рухом.

## Історія

Меморіальна дошка, присвячена Олексію Дерев'янку

Вулиця побудована в 60-х роках XX століття як частина житлового масива Павлове Поле, первісна назва Ново-Поздовжня. В 1968 році вулиця отримала ім'я Героя Радянського Союзу Олексія Дерев'янка, який загинув у боях за Харків під час Другої Світової війни.
На початку вулиці встановлено меморіальну дошку Олексію Дерев'янку.
На початку з вулицею Дерев'янка з непарного боку межує лісопарк, на відстані півкілометра в ньому розташований Харківський телецентр з телевізійною вежею. З парного боку вулиця забудована житловими будинками масива Павлове Поле.
Вулиця Дерев'янка перетинає вулицю Станіслава Партали, за якою починається Саржин Яр. Через яр у 1969 році побудований Саржинський міст. Далі вулиця Дерев'янка проходить місцевістю Сокільники до перетину Сумської вулиці і Харківського шосе.

## Будівлі
- № 1а — Харківський телецентр з телевізійною вежею
- № 3 — Державна пожежно-рятувальна частина № 1 Шевченківського району[1]
- № 6а — Дошкільний навчальний заклад (ясла-садок) № 354[2]
- № 11 — Філія № 11 для дітей Центральної міської бібліотеки
- № 14а — Харківський ліцей № 89[3]
- № 19а — Філіал № 34 бібліотеки ім. В. Г. Бєлінського